# Hans Schröder (konstnär)
Hans Schröder, född 28 juli 1930 i Saarbrücken, död 6 april 2010 i Saarbrücken, var en tysk konstnär.